# Paulo Antônio de Conto
Paulo Antônio de Conto (Encantado, 12 de outubro de 1942), é um sacerdote católico brasileiro, bispo emérito de Montenegro.

## Biografia
Dom Paulo foi o quarto filho de onze irmãos do casal Pio Luiz De Conto e Rosina Francisca Pretto De Conto. Cursou seus estudos básicos na sua terra natal, depois ingressou no Seminário Menor Sagrado Coração de Jesus, em Arroio do Meio, em 1954. Cursou o ensino médio no Seminário Menor São José de Gravataí, seguindo para o Seminário Maior Nossa Senhora da Conceição, em Viamão, onde cursou as faculdades de Filosofia e Teologia.
Fez um curso, durante oito meses, de Espiritualidade, em Roma. 

### Sacerdócio
Foi ordenado sacerdote no dia 13 de julho de 1968 na sua cidade natal. Durante os anos de seu sacerdócio desempenhou as seguintes funções: Vigário Paroquial de Rio Pardo, em 1968; foi Pároco da Paróquia Nossa Senhora de Fátima em Pantano Grande, em 1969; Pároco da Paróquia Nossa Senhora da Conceição em Santa Cruz do Sul, em 1973; Pároco da Catedral São João Batista de Santa Cruz do Sul, em 1979; foi Reitor do Seminário Santa Cruz em Porto Alegre, com seminaristas da Diocese de Santa Cruz do Sul de Filosofia e Teologia, em 1985 e Vigário Geral da Diocese de Santa Cruz do Sul, em 1991.

### Episcopado
Dom Paulo foi eleito bispo em 24 de julho de 1991 e recebeu a ordenação episcopal no dia 15 de setembro de 1991 das mãos de Dom Alberto Frederico Etges, sendo concelebrante Dom Máximo André Biennès e  Dom Aloísio Sinésio Bohn. Em seguida assumiu como bispo da diocese de São Luís de Cáceres, em Mato Grosso. Escolheu como Lema de vida Episcopal: MIHI VIVERE CHRISTUS (Meu viver é Cristo. Fl 1,21).
Foi Presidente do Regional Oeste 2 da CNBB, de 1995 a 1998; Representante dos Bispos do Regional junto ao Clero, aos Seminários, à Pastoral de Fronteira (Brasil-Bolívia).
No dia 27 de maio de 1988 foi escolhido pelo Papa João Paulo II para primeiro bispo da recém criada Diocese de Criciúma em Santa Catarina. Tendo tomado posse na Solenidade da Assunção de Nossa Senhora, no dia 15 de agosto de 1988.
No Regional Sul 4 da CNBB Representante dos Bispos junto ao clero e junto à Pastoral do Menor desde 1999; Presidente da Fundação Dom Jaime de Barros Câmara, em 2003. 
No dia 2 de julho de 1988 foi nomeado pelo Papa Bento XVI como primeiro bispo da recém criada Diocese de Montenegro no Rio Grande do Sul. Tendo tomado posse no dia 6 de setembro de 2008.
Em 18 de outubro de 2017, o Papa Francisco acolheu o pedido de renúncia - por limite de idade - apresentado por Dom Paulo Antônio de Canto, tornando-o bispo emérito de Montenegro. 

## Lema e Brasão
- Lema: MIHI VIVER CHRISTUS! (Meu viver é Cristo. Fl 1,21). Vinculado ao lema episcopal, no qual o Cristo é o supremo apanágio deste Pastor, o ipsilon é a cruz grega representativa de Jesus Crucificado, sendo, portanto, a peça principal do escudo.

- Brasão: a) O campo azul superior é Mariano, traduz o plano transcendental da salvação que tem como fiadora Nossa Senhora: Mãe de Deus e da Igreja, Rainha do Universo e da Nova Evangelização;

b) Imitando a vida temporal, o vermelho das vicissitudes faz alusão a São Paulo, cujo nome tomou o Bispo no seu Batismo; c) A aliança com Deus e com os irmãos está simbolizada em três argolas, também expressivas da fidelidade; d) Complementam a emblemática da vida eterna, o trevo firmado no escudete de prata e os peixes, ambos litúrgicos e também ecológicos. Estas duas figuras, respectivamente da flora e da fauna, são elementos da vida terrestre. O trevo representa a Santíssima Trindade. Os peixes vindos da água, símbolo da vida, representam a Eucaristia e a partilha dos alimentos.

## Ordenações episcopais
Dom Paulo foi concelebrante da ordenação episcopal de:
- Canísio Klaus (1998)
- Enemésio Angelo Lazzaris, F.D.P. (2008)
- Onécimo Alberton (2015)
- Leomar Antônio Brustolin (2015)
- Carlos Rômulo Gonçalves e Silva (2017)